# Jean Alexandre Cantacuzène
Jean Alexandre Cantacuzène (en roumain : Ioan Alexandru Cantacuzino), né le 24 janvier 1829 à Suceava et mort en 1897 à Bucarest, est un homme politique et savant roumain, membre du  triumvirat de Moldavie du 20 octobre 1858 au  5 janvier 1859.

## Biographie
Jean Alexandre Cantacuzène est un descendant de Iordache (1634-1652), « grand trésorier » et « chef des armées » de Moldavie, ancêtre de la « branche moldave » de la famille. Il est le  fils d'Alexandre Cantacuzène (1778-1832) et d'Élisabeth Cantacuzène-Deleanu. Il fait ses études à Genève auprès de Rud Toepfer puis à Paris où il se spécialise dans la physique et les mathématiques. Revenu en Moldavie, il devient ministre en 1857 et le 20 octobre 1858, il remplace l'un des trois caïmacans Ștefan Catargiu au sein du triumvirat qui dirige la principauté de Moldavie jusqu'au 5 janvier 1859.
Après l'union des principautés danubiennes, il est ministre des finances entre février et avril 1870. Représentant diplomatique à Paris en 1870 et à Belgrade en 1872, il est enfin directeur général des théâtres avant de se retirer de la vie publique en 1878.
Jean Alexandre Cantacuzène est également le premier traducteur en français en 1880 des (de) Aphorismen zur Lebensweisheit, Aphorismes sur la sagesse dans la vie de Arthur Schopenhauer et en 1885 de l'œuvre majeure de Schopenhauer Le monde comme volonté et comme représentation.
Il meurt à Bucarest en 1897.

## Union et postérité
Jean Alexandre Cantacuzène a épousé Zoé Sturdza : ils eurent une postérité.

## Sources
- Jean-Michel Cantacuzène, Mille ans dans les Balkans, Paris, éditions Christian, 1992  (ISBN 2-86496-054-0).